# Vorlaufachse

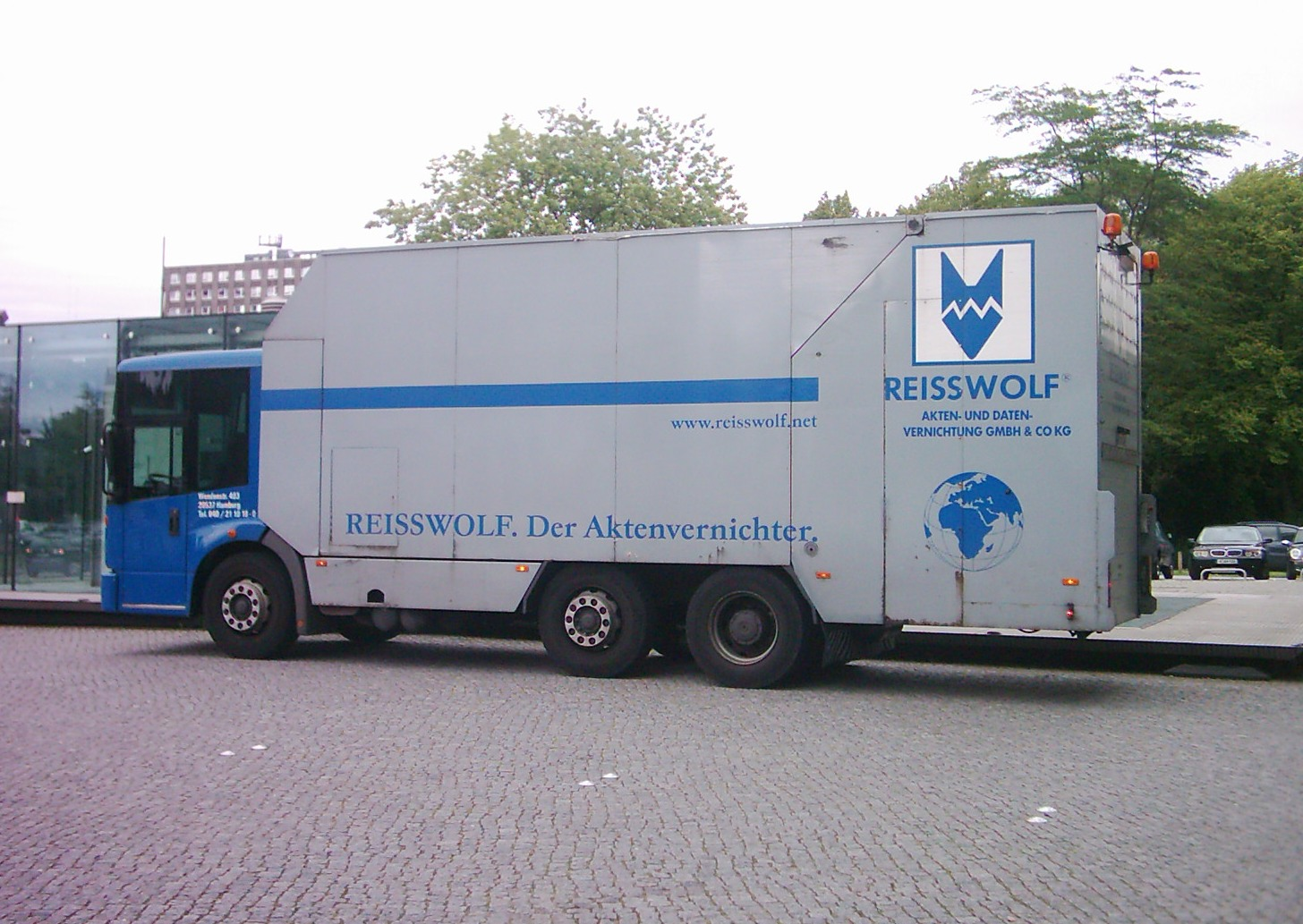
Lkw mit vorgelagerter Achse zur Gewichtsentlastung (Vorlaufachse)

Als Vorlaufachse wird in der Fahrwerkstechnik eine Achse bezeichnet, die der Gewichtsentlastung dient und der Antriebsachse vorgelagert ist.

## Straßenverkehr
Vorlaufachsen werden üblicherweise bei Nutzfahrzeugen (Lkw, Omnibusse) verwendet, wenn hohe Lasten zu transportieren sind und Nutzfahrzeuge mit zwei Achsen (zGM bis 18 t) nicht mehr ausreichen. In der Regel ist die Vorlaufachse im Gegensatz zur zwillingsbereiften Antriebsachse nur einfach bereift und zumeist gelenkt. Vorlaufachsen können auch als Liftachse konstruiert sein.
Nötig wird eine Vorlaufachse, wo zumeist eine hohe Belastung auf das Fahrzeugheck herrscht. Dies können z. B. Absetzkipper oder Pressmüllwagen sein, durch deren Ladevorgang oder die Schüttung der Schwerpunkt des Fahrzeugs nach hinten verlagert wird. Vereinzelt gibt es auch Omnibusmodelle mit Vorlaufachse, wie den Van Hool newA330 Fuel Cell. 
Sattelzugmaschinen im Gewichtsbereich zwischen 18 und 25 t zulässige Gesamtmasse können ebenfalls mit Vorlaufachsen ausgerüstet sein. Der Grund neben dem nach hinten verlagerten Schwerpunkt ist auch, dass bei einer Vorlaufachse der Radstand zwischen Vorder- und starrer Antriebsachse lang genug ist, um eine gewisse Fahrstabilität zu gewährleisten. 
In anderen Fällen macht man von Nachlaufachsen Gebrauch. Diese bieten den Vorteil eines geringeren Wendekreises, da sich der Radstand zur starren Antriebsachse verringert und einer weniger aufwändigen Konstruktion der Antriebswelle, die nicht an einem davor liegenden Achsaggregat vorbeigeführt werden muss. Gegenüber starren Doppelachsaggregaten wie bei schweren Kippern bieten sie den Vorteil der geringeren Scherbewegung auf Bereifung und Fahrbahnoberfläche und geringeren Abrollgeräuschen.

## Schienenverkehr

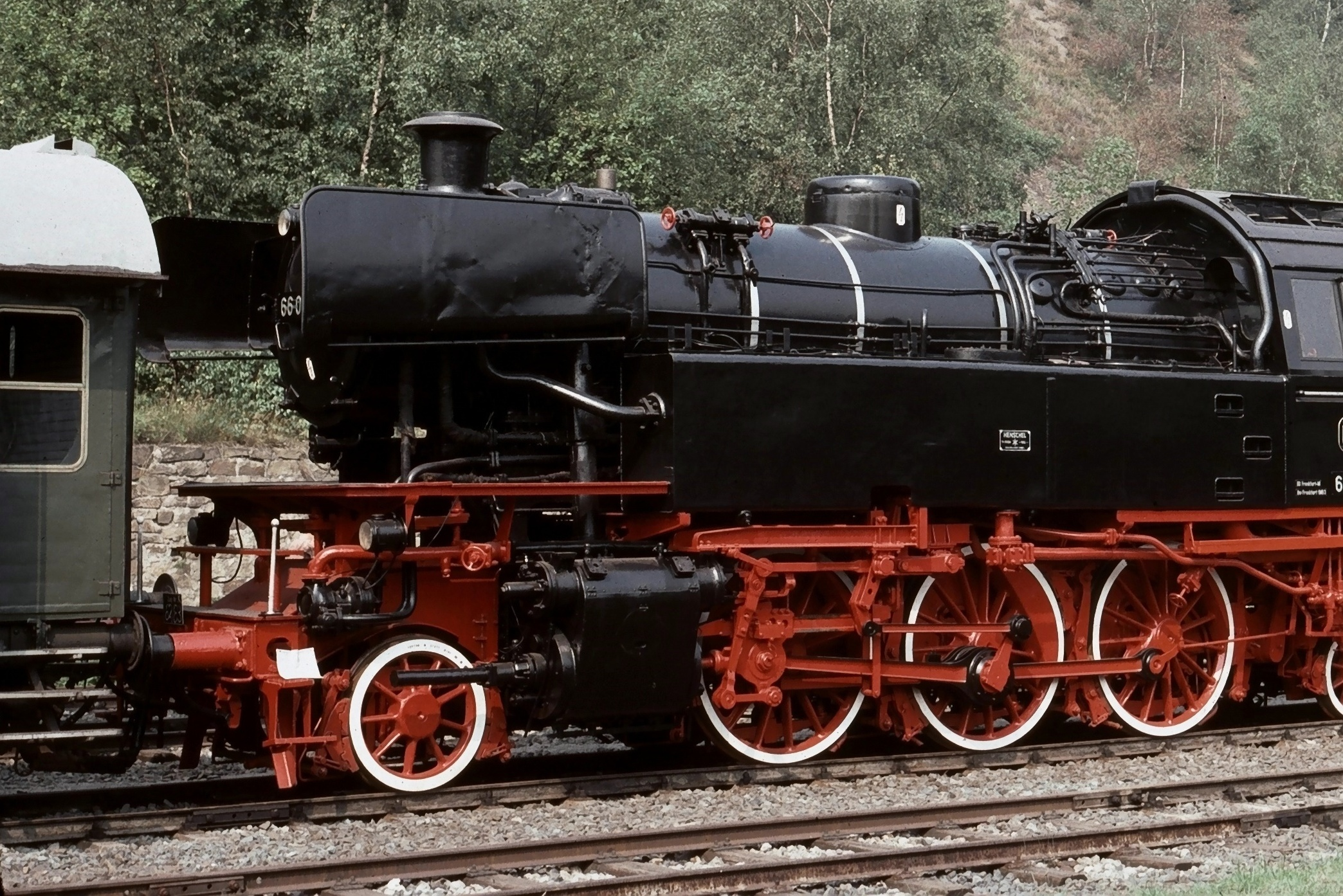
Vorlaufachse an einer Tenderlokomotive der DB-Baureihe 66

Vorlaufradsätze oder Vorlaufachsen sind bei Schienenfahrzeugen heutzutage eher selten geworden. Sie wurden häufig bei Triebfahrzeugen mit gekuppelten Treibradsätzen wie Dampflokomotiven oder schweren Elektrolokomotiven verwendet, wenn ohne sie die zulässige Achslast überschritten wurde.
Bei heutigen Triebfahrzeugen wird die Achslast gegebenenfalls durch einen zusätzlichen Laufradsatz (bzw. Laufachse) im Antriebsdrehgestell reduziert. Aus Symmetriegründen befindet sich diese dann zwischen den beiden Treibradsätzen, was mit der Achsfolge (A1A) beschrieben wird, ein auch in Deutschland bekanntes Beispiel ist die Personenzugvariante der NOHAB AA16.